# Castra Regina

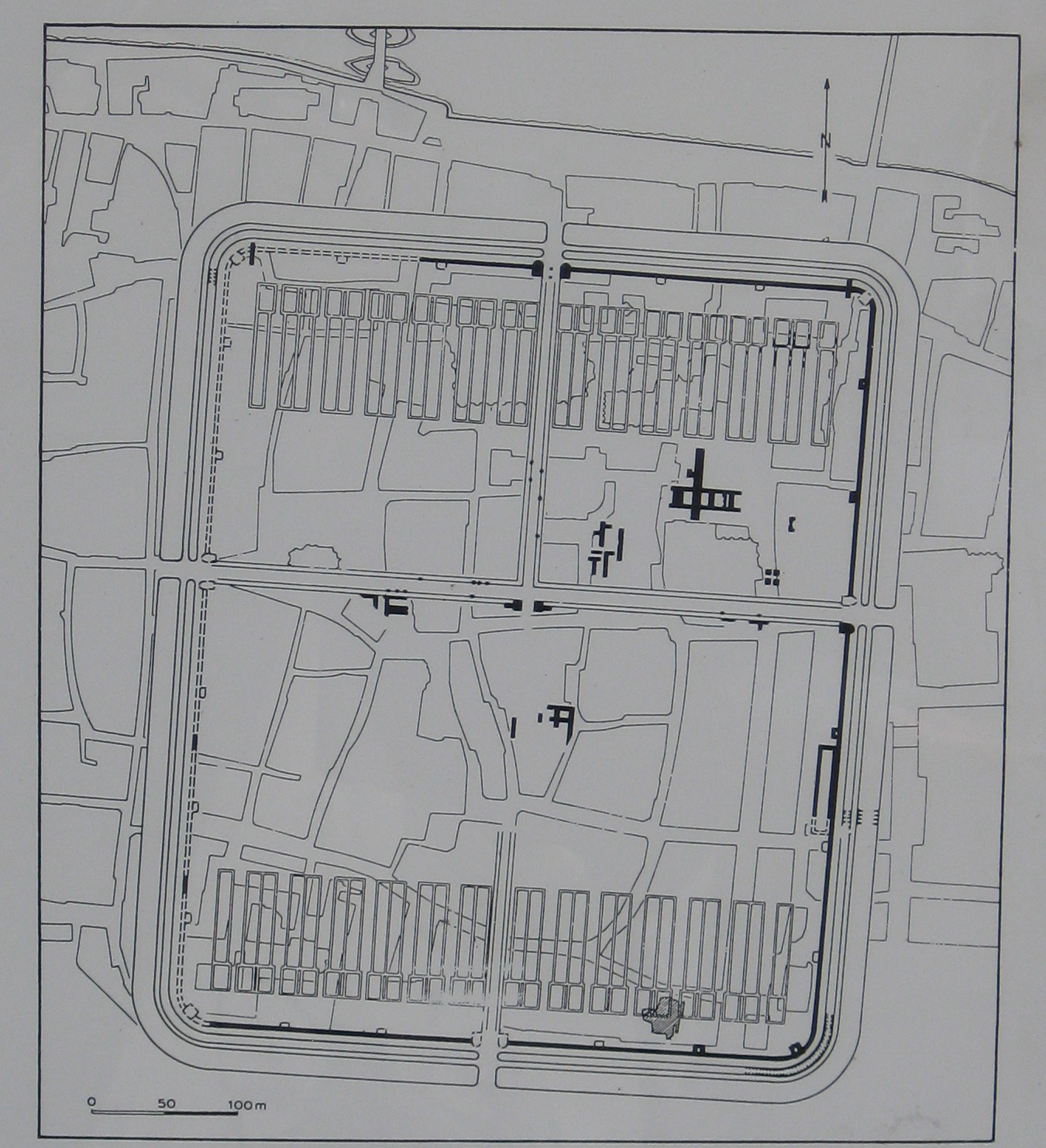

Castra Regina è l'antico nome latino della città attuale di Ratisbona. Essa era posizionata al termine orientale del limes germanico-retico e fu fortezza legionaria della legio III Italica a partire dal 179, al termine del regno dell'imperatore Marco Aurelio.
Attorno alla fortezza legionaria si sviluppò come in altre sedi legionarie anche il centro civile, alcuni santuari e cimiteri.

## Storia

### Origini
Il primo centro civile romano (vicus) risale al I secolo e sembra avesse dimensioni notevoli. Gli scavi archeologici hanno evidenziato alcune strutture in legno dell'abitato. Più a sud, in località Kumpfmühl sono state trovate tracce di un importante forte ausiliario, distrutto probabilmente nel corso delle invasioni da parte dei Catti, durante le guerre marcomanniche attorno agli anni 170-172. 

### La fortezza legionaria
A partire dal 179 qui fu costruita l'importante fortezza legionaria della legio III Italica, che misurava 540 x 450 metri, pari a circa 24,5 ha. Il campo era stato costruito fin da principio in muratura e davanti ad esso si trovava un fossato largo 6-7 m e profondo 2,5-3 metri. Il campo era costituito da quattro porte turrite, tra cui la Porta Praetoria (sul lato Nord) di cui sono ancora ben conservate le vestigia. 

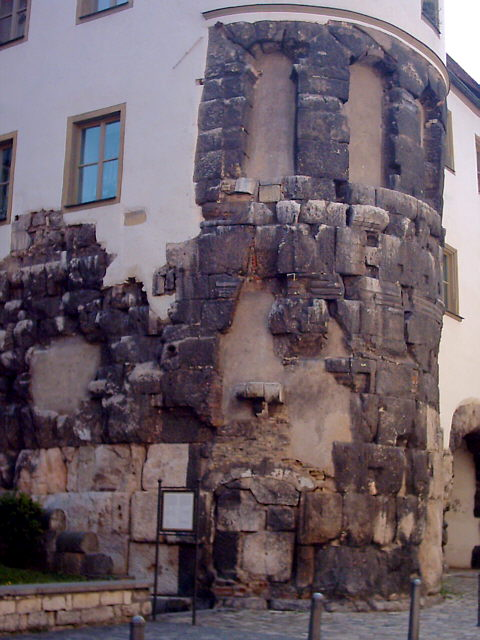
Ancora resti della porta Pretoria.

All'interno del campo sono stati effettuati numerosi scavi che hanno evidenziato tutta una serie di alloggiamenti per circa 100 uomini ciascuno. Al centro del campo sono stati trovati i resti di vari edifici pubblici: due terme, il Pretorio ed alcune fabbriche artigianali, con semplici pitture murali decorate.
Il campo subì diverse devastazioni ad opera di Alemanni e Iutungi nell'ambito di alcune invasioni barbariche del III secolo sia nel 278, sia nel 288, anche se poco dopo fu ricostruita. Parte dell'abitato esterno, abbandonato dalla popolazione civile che in quegli anni si era rifugiata all'interno della fortezza legionaria, fu infatti riattivato.
Ancora una nuova invasione barbarica ad opera degli Iutungi nel 357, portò così grave devastazione al campo militare ed al centro civile, che si suppone possa essere stato abbandonato dalla legio III Italica.

### Il centro civile (Canabae)
Ad ovest del campo sorse rapidamente un centro civile (canabae), grande quanto lo era il campo militare. Diversi scavi hanno messo in luce come doveva essere in linea di massima il tracciato cittadino di questo centro dove erano per lo più alloggiate le famiglie dei legionari. E sembra che i mattoni usati nella costruzione del centro abitato provengano dalle vicine fucine della legione stanziata a Ratisbona e, inoltre, che questo centro sia fiorito soprattutto nella prima metà del III secolo, anche se non ci è noto il suo status giuridico.

### Personaggi
- Marco Aurelio e le guerre marcomanniche
- Commodo

### Località geografiche
- Lista di fortezze legionarie romane
- Rezia (provincia romana)
- Limes germanico-retico